# Postgebäude (Grimmen)
Das ehemalige Postgebäude in Grimmen (Mecklenburg-Vorpommern), Bahnhofstraße 49, stammt aus dem letzten Viertel des 19. Jahrhunderts.
Das Gebäude steht unter Denkmalschutz.

## Geschichte
Grimmen, mit 9489 Einwohnern (2019), wurde 1267 erstmals erwähnt.
Das freistehende, zweigeschossige, verklinkerte, historisierende gründerzeitliche Postgebäude mit dem dominanten seitlichen Risalit als Treppengiebel und dem Ostgiebel mit den Putzblenden wurde am Ende des 19. Jahrhunderts durch die kaiserliche Reichspost gebaut. Das pommersche Greifwappen ziert den Giebel.
Das Gebäude wurde von der Post verkauft und zum Wohn- und Geschäftshaus umgebaut. Die Deutsche Post in Grimmen, Filiale 558, Friedrichstraße 20, hat ihren Sitz in einem Einkaufszentrum.